# Kabinett Shehu II

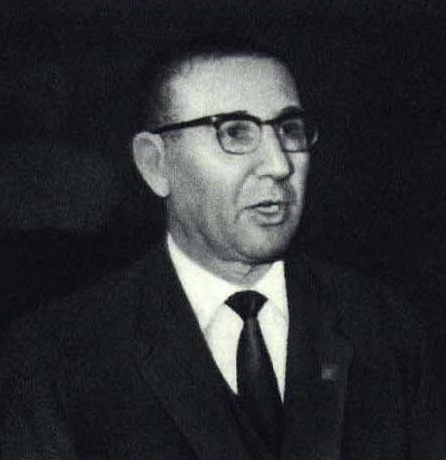
Mehmet Shehu war von 1954 bis 1981 Vorsitzender des Ministerrates der Sozialistischen Volksrepublik Albanien

Das Kabinett Shehu II war eine Regierung der Sozialistischen Volksrepublik Albanien, die am 22. Juni 1958 von Ministerpräsident Mehmet Shehu von der Partei der Arbeit Albaniens PPSh (Partia e Punës e Shqipërisë) gebildet wurde. Es löste das Kabinett Shehu I ab und blieb bis zum 13. Juli 1962 im Amt, woraufhin es vom Kabinett Shehu III abgelöst wurde.
Die Regierungsumbildung folgte Parlamentswahlen und hatte keine wesentlichen Änderungen zur Folge. Prominentester Wechsel war der Rückzug von Hysni Kapo aus der Regierung, zuvor Stellvertretender Vorsitzender des Ministerrates und Landwirtschaftsminister. Kapo wurde als „Nummer Drei“ im Staat bezeichnet und war fortan nur noch im Politbüro und im Sekretariat des Zentralkomitees, dem er seit dem Parteitag von 1956 angehörte. Auch Ramiz Alia, nach Hoxhas Tod dessen Nachfolger, schied aus der Regierung aus: er wurde Vorsitzender der Kommission für Auswärtige Angelegenheiten der Volksversammlung (Kuvendi Popullor). Weiter ersetzte Koço Theodhosi den Vorsitzenden der Staatlichen Plankommission Spiro Koleka, der aber weiterhin Erster Stellvertretender Vorsitzender des Ministerrates blieb. Gesundheitsminister Manush Myftiu übernahm von Alia das Ministerium für Bildung und Kultur und wurde ein Stellvertretender Vorsitzender des Ministerrats. Gogo Nushi verlor die Rolle eines Stellvertretenden Vorsitzenden, blieb aber Minister für Handel und Kommunikation. Neu in die Regierung kam Adil Çarçani, späterer Premierminister, der als Minister für Industrie, Bergbau und Geologie fungierte.
In die Zeit der Regierung fiel der Bruch mit Moskau und Einstellung der diplomatischen Beziehungen mit der Sowjetunion im Jahr 1961.
| Amt                                                     | Amtsinhaber    | Beginn der Amtszeit | Ende der Amtszeit |
| ------------------------------------------------------- | -------------- | ------------------- | ----------------- |
| Vorsitzender des Ministerrates                          | Mehmet Shehu   | 22. Juni 1958       | 13. Juli 1962     |
| Erster Stellvertretender Vorsitzender des Ministerrates | Spiro Koleka   | 22. Juni 1958       | 13. Juli 1962     |
| Stellvertretender Vorsitzender des Ministerrates        | Beqir Balluku  | 22. Juni 1958       | 13. Juli 1962     |
| Stellvertretender Vorsitzender des Ministerrates        | Manush Myftiu  | 22. Juni 1958       | 13. Juli 1962     |
| Verteidigungsminister                                   | Beqir Balluku  | 22. Juni 1958       | 13. Juli 1962     |
| Minister für Bildung und Kultur                         | Manush Myftiu  | 22. Juni 1958       | 13. Juli 1962     |
| Außenminister                                           | Behar Shtylla  | 22. Juni 1958       | 13. Juli 1962     |
| Innenminister                                           | Kadri Hazbiu   | 22. Juni 1958       | 13. Juli 1962     |
| Vorsitzender der Staatlichen Planungskommission         | Koço Theodhosi | 22. Juni 1958       | 13. Juli 1962     |
| Minister für Handel und Kommunikation                   | Gogo Nushi     | 22. Juni 1958       | 13. Juli 1962     |
| Finanzminister                                          | Aleks Verli    | 22. Juni 1958       | 13. Juli 1962     |
| Justizminister                                          | Bilbil Klosi   | 22. Juni 1958       | 13. Juli 1962     |
| Minister für Industrie, Bergbau und Geologie            | Adil Çarçani   | 22. Juni 1958       | 13. Juli 1962     |